# Гекараньєн (станція метро)
59°15′28″ пн. ш. 18°04′57″ сх. д. / 59.257778° пн. ш. 18.0825° сх. д.
«Гекараньєн» (швед. Hökarängen) — станція Зеленої лінії Стокгольмського метрополітену, обслуговується потягами маршруту Т18.
Станція була відкрита 1 жовтня 1950, у складі черги Слюссен — Гекараньєн.  

Відстань від станції Слюссен 7.7 км.
Пасажирообіг станції в будень —	6 600 осіб (2019)

Розташування: Гекараньєн Седерорт, Стокгольм
Конструкція: наземна станція з однією острівною платформою на дузі

## Операції
| Попередня станція   | Лінія | Лінія     | Лінія | Наступна станція        |
| ------------------- | ----- | --------- | ----- | ----------------------- |
| Губбенген до Альвік |       | Лінія T18 |       | Фарста до Фарста-странд |